# Гьяллархорн
В германо-скандинавской мифологии, Гьяллархорн (др.-сканд. Gjallarhorn; с др.-сканд. — ««Рог» (для кричания)») — золотой рог стража богов Хеймдалля, звук которого будет слышен во всех уголках мира. Звук его рога возвестит о начале Рагнарёка.
Как сказано в «Прорицании вёльвы»,
| Leika Míms synir, en mjötuðr kyndisk, at inu gamla Gjallarhorni; hátt blæss Heimdallr, horn er á lopti; mælir Óðinn við Míms höfuð. | 46. Fast move the sons of Mim, and fate Is heard in the note of the Gjallarhorn; Loud blows Heimdall\|, the horn is aloft, […] To the head of Mim does Othin give heed. | 46. Игру завели Мимира дети, конец возвещён рогом Гьяллархорн; Хеймдалль трубит, поднял он рог, с черепом Мимира Один беседует. |

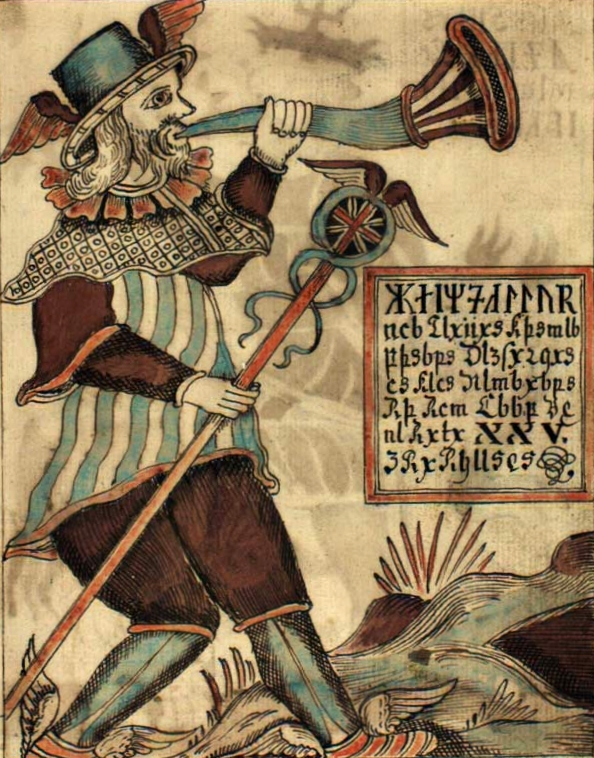
Хеймдалль дует в Гьяллархорн. Иллюстрация из исландской рукописи XVIII века.

В Видении Гюльви, первом разделе Младшей Эдды Снорри Стурлусона, Гьяллархорн — рог (для питья) бога Мимира, из которого он пьёт из источника мудрости. В данном случае может иметь место как ошибка Снорри, так и употребление имени Гьяллархорн в значении «рог реки Гьёлль».

## Археологические находки
Предполагается, что фигура, держащая рог и меч, изображённая на повреждённом мэнском кресте (Manx Cross), найденном в Jurby на острове Мэн, представляет собой Хеймдалля, держащего Гьяллархорн. Также существует общая уверенность в том, что Хеймдалль, держащий свой рог, изображён на панели Госфордского креста в Англии.